# Zygaena dojranica
Zygaena dojranica är en fjärilsart som beskrevs av Hans Burgeff 1906. Zygaena dojranica ingår i släktet Zygaena och familjen bastardsvärmare. Inga underarter finns listade i Catalogue of Life.